# Côme Zoumara

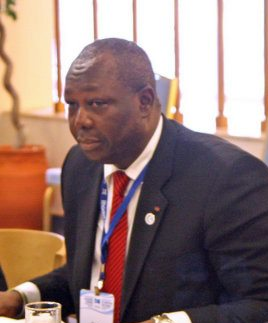
Côme Zoumara

Côme Zoumara (* wahrscheinlich 1959) ist ein Politiker aus der Zentralafrikanischen Republik. Er war von September 2006 bis Januar 2008 Außenminister.
Unter den Präsidenten André Kolingba und Ange-Félix Patassé war Zoumara Beamter im Wirtschaftsministerium. Er arbeitete auch als Berater. Im Juli 2003 wurde er Berater von Präsident François Bozizé in den Bereichen Verteidigung, Abrüstung und Wiedereingliederung. Am 2. September 2006 wurde er zum Minister für auswärtige Angelegenheiten, regionale Integration und Frankophonie ernannt und löste damit Jean-Paul Ngoupandé ab. Zoumara bekleidete dieses Amt bis Januar 2008, als er in der Regierung von Premierminister Faustin-Archange Touadéra abgelöst wurde.
Er gehört der Nationalen Konvergenz „Kwa Na Kwa“ an.